# 13 auf einen Streich
13 auf einen Streich (Originaltitel: Happily Ever After: Fairy Tales for Every Child) ist eine US-amerikanische Märchen-Zeichentrickserie, die zwischen 1995 und 2000 in drei Staffeln produziert wurde und zuerst auf HBO lief.

## Produktion und Ausstrahlung
Die Serie wurde in den Vereinigten Staaten produziert. Dabei sind 3 Staffeln mit jeweils 13 Folgen entstanden, die jeweils ein Märchen in abgewandelter Form behandeln. Regie führte Bruce W. Smith und am Drehbuch waren Gerard Brown und Doug Molitor beteiligt. Die Serie wurde von 1995 bis 2000 auf HBO erstausgestrahlt.
Die Erstausstrahlung in Deutschland fand am 24. März 1997 im Programmblock Ferienfieber auf Das Erste statt. Später wurde die Zeichentrickserie auch im KiKA ausgestrahlt. Der deutsche Titel ist an die Redewendung „Sieben auf einen Streich geschlagen“ aus dem Märchen Das tapfere Schneiderlein angelehnt. Die 13 beschreibt dabei die Anzahl der Folgen bzw. Märchen pro Staffel. Für die zweite Staffel wurde im deutschen der Titel Nochmal 13 auf einen Streich gewählt.

## Episodenliste

### Staffel 1
| Nr. | deutscher Titel                                                       | englischer Titel          | Erstausstrahlung |
| 1   | Rotkäppchen                                                           | Little Red Riding Hood    | 26. März 1995    |
| 2   | Des Kaisers neue Kleider                                              | The Emperor’s New Clothes | 2. April 1995    |
| 3   | Rumpelstilzchen                                                       | Rumpelstiltskin           | 9. April 1995    |
| 4   | Hänsel und Gretel                                                     | Hansel and Gretel         | 26. März 1995    |
| 5   | Der Froschkönig                                                       | The Frog Prince           | 16. April 1995   |
| 6   | Das tapfere Schneiderlein                                             | The Valiant Little Tailor | 23. April 1995   |
| 7   | Dornröschen                                                           | Sleeping Beauty           | 23. April 1995   |
| 8   | Jack und die Bohnenstange (nach dem Märchen Hans und die Bohnenranke) | Jack and the Beanstalk    | 26. März 1995    |
| 9   | Schneewittchen                                                        | Snow White                | 28. Mai 1995     |
| 10  | Rapunzel                                                              | Rapunzel                  | 23. April 1995   |
| 11  | Die Prinzessin auf der Erbse                                          | The Princess and the Pea  | 4. Juni 1995     |
| 12  | Die Schöne und das Biest                                              | Beauty and the Beast      | 21. Mai 1995     |
| 13  | Aschenputtel                                                          | Cinderella                | 30. April 1995   |

### Staffel 2 (Nochmal 13 auf einen Streich)
| Nr. | deutscher Titel                                                                         | englischer Titel                   | Erstausstrahlung   |
| 14  | Delis Schweinecamp (basierend auf Die drei kleinen Schweinchen)                         | The Three Little Pigs              | 22. Juni 1999      |
| 15  | Ali Baba und die 40 Räuber                                                              | Ali Baba and the Forty Thieves     | 14. Juli 1999      |
| 16  | Die Bremer Stadtmusikanten                                                              | The Bremen Town Musicians          | 12. August 1999    |
| 17  | Das Lied der Nachtigall (basierend auf Des Kaisers Nachtigall)                          | The Empress's Nightingale          | 16. September 1999 |
| 18  | Der Bürgermeister und die Taube (basierend auf Der glückliche Prinz und andere Märchen) | The Happy Prince                   | 6. Oktober 1999    |
| 19  | Der Himmel stürzt ein (basierend auf Henny Penny)                                       | Henny Penny                        | 2. November 1999   |
| 20  | Die Froschprinzessin (basierend auf Der Froschkönig oder der eiserne Heinrich)          | The Frog Princess                  | 3. Januar 2000     |
| 21  | Die Prinzessin und das arme Mädchen (basierend auf Der Prinz und der Bettelknabe)       | The Princess and the Pauper        | 21. Februar 2000   |
| 22  | Die Frauen vom Donnerberg (basierend auf Rip Van Winkle)                                | Rip Van Winkle                     | 21. März 2000      |
| 23  | Die Schneekönigin                                                                       | The Snow Queen                     | 18. April 2000     |
| 24  | Die standhafte Zinnsoldatin (basierend auf Der standhafte Zinnsoldat)                   | The Steadfast Tin Soldier          | 16. Mai 2000       |
| 25  | Robinita Hood (basierend auf Robin Hood)                                                | Robinita Hood                      | 19. Juni 2000      |
| 26  | Diebstahl im Fabelland                                                                  | Aesop’s Fables: A Whodunit Musical | 18. Juli 2000      |

### Staffel 3
| Nr. | deutscher Titel                                                   | englischer Titel                          | Erstausstrahlung |
| 1   | Der Rattenfänger von Hameln                                       | The Pied Piper                            | 4. Mai 1997      |
| 2   | Der gestiefelte Kater                                             | Puss in Boots                             | 27. April 1997   |
| 3   | Die kleine Meerjungfrau                                           | The Little Mermaid                        | 25. Mai 1997     |
| 4   | Goldlöckchen und die drei Bären                                   | Goldilocks and the Three Bears            | 1. Juni 1997     |
| 5   | Die goldene Gans                                                  | The Golden Goose                          | 18. Mai 1997     |
| 6   | Däumelinchen                                                      | Thumbelina                                | 20. April 1997   |
| 7   | Der Fischer und seine Frau                                        | The Fisherman and His Wife                | 8. Juni 1997     |
| 8   | Die zertanzten Schuhe                                             | The Twelve Dancing Princesses             | 11. Mai 1997     |
| 9   | Der Schuhmacher und die Wichtel (basierend auf Die Wichtelmänner) | The Shoemaker and the Elves               | 22. Juni 1997    |
| 10  | König Midas                                                       | King Midas and the Golden Touch           | 29. Juni 1997    |
| 11  | Pinocchio                                                         | Pinocchio                                 | 13. April 1997   |
| 12  | Aladin                                                            | Aladdin                                   | 15. Juni 1997    |
| 13  | Trubel im Mutter Gansberg-Land (basierend auf Mother Goose)       | Mother Goose: A Rappin’ & Rhymin’ Special | 12. Oktober 1997 |